# ブロマンタン
ブロマンタン(Bromantane)は、1980年代後半にロシアで開発された抗不安薬としての作用を持つ精神刺激薬（興奮剤）である。主に脳内でのドーパミンとセロトニンの両方の再取り込みを阻害することによって作用するが、多量では抗コリン薬としての作用も示す。かつては、ドーピングに用いられ、1996年のアトランタオリンピックでは、何人かが検査で陽性反応を示した。その後、興奮剤及びマスキング剤として使用を禁止され、世界ドーピング防止規定の禁止物質リストにも興奮剤として記載されている。この分類の薬物の研究は広く行われており、多くの誘導体が知られているが、ブロマンタンの研究が最も進んでいる。極限状態における耐性の向上等、ヒトの試験も続いている。
研究の結果、ブロマンタンの持つ興奮剤と抗不安薬の効果の組合せが、偽薬と比べて、無力症の治療に効果があることが示された。